# Нигерийская фондовая биржа
Нигерийская фондовая биржа — основана в 1960 году как Фондовая биржа Лагоса, торги начаты в 1961 году. В 1977 году получила нынешнее название. Расположена в Лагосе, имеет шесть представительств в стране. Осуществляет торги акциями и облигациями. В 1998 году правительственная комиссия попыталась вернуть бирже прежнее название, однако руководство NSE воспрепятствовало этому, посчитав, что это опустит её до уровня региональной площадки. Принадлежит торгующим на бирже брокерским компаниям. Основной фондовый индекс Нигерийской биржи — Nigerian Stock Exchange All Share Index (NSE).